# Wilhelm Hermann Heckel

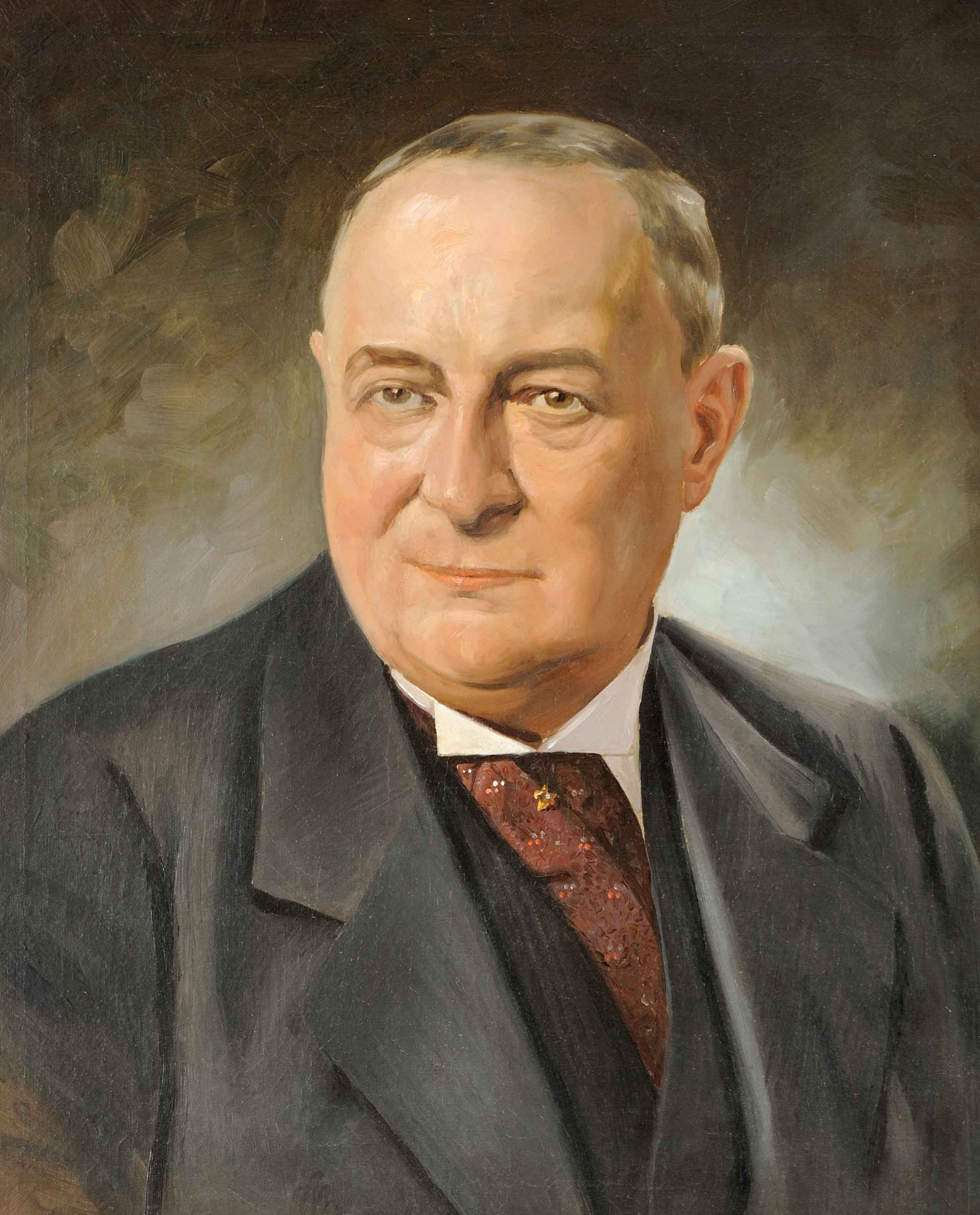
Wilhelm Hermann Heckel

Wilhelm Hermann Heckel (* 16. Juli 1879 in Biebrich; † 12. Januar 1952 ebenda) war ein deutscher Musikinstrumentenbauer.
Seine Eltern waren der Instrumentenbauer Wilhelm Heckel (1856–1909) und Emma Heckel geb. du Fais (1859–1921).
Er begann seine Ausbildung im April 1894 im väterlichen Betrieb, der Wilhelm Heckel GmbH, und vertiefte seine Kenntnisse im Musikinstrumentenbau durch Praktika in Deutschland, England, Frankreich und Tschechien. Gemeinsam mit seinem Vater erfand und entwickelte Wilhelm Hermann unter anderem das Heckelphon sowie die Heckelphon-Klarinette und betrieb die Weiterentwicklung der Heckel-Clarina. Erst als er die Firma nach dem Tod seines Vaters übernommen hatte, gelang ein großer Durchbruch des Heckelfagotts.

## Werke
- Der Fagott. Kurzgefasste Abhandlung über seine historische Entwicklung, seinen Bau und seine Spielweise [...] 1899, durchgesehen und wesentlich ergänzt von Wilhelm Hermann Heckel, Leipzig 1931[3]